# Zemědělský dvůr Němčice
Zemědělský dvůr Němčice (někdy také panský dvůr) je kulturní památka ČR. Je vzdálen cca 1 km severovýchodně od Líšnice, která je místní částí města Hluboká nad Vltavou. Stavba má množství původních památkově cenných konstrukcí a detailů (zaklenutí prostor, pozdně barokní krovy apod.). Okolo dvora vede cyklistická trasa 12.

## Historie
Dvůr se nachází na místě staršího dvora s tvrzí. V roce 1407 a 1411 je připomínán Bláha z Němčic. V roce 1471 je uváděn Kunka ze Bzí a z Němčic.
V roce 1541 Diviš Boubínský z Újezda prodal Němčice Chvalovi Kunáši z Machovic. Od roku 1563 zde sídlili Budkovští z Budkova.
V roce 1706 vdova po Jiříkovi Ignácovi Budkovském z Budkova prodala Němčice spolu s tvrzí, pivovarem a vsí Líšnice knížeti Adamovi ze Schwarzenbergu, který nechal dvůr v letech 1708 až 1709 přestavět podle projektu Pavla Ignáce Bayera.